# Valerio Olgiati
Valerio Olgiati (Chur, 18 juli 1958) is een Zwitsers architect.

## Biografie
Valerio Olgiati studeerde architectuur aan de ETH Zürich. Hij begon zijn professionele loopbaan in Zürich en trok na enkele jaren richting Los Angeles. In 1996 keerde hij terug naar Zwitserland. Hij richtte zijn eigen architectenbureau op te Zürich. 

## Galerij

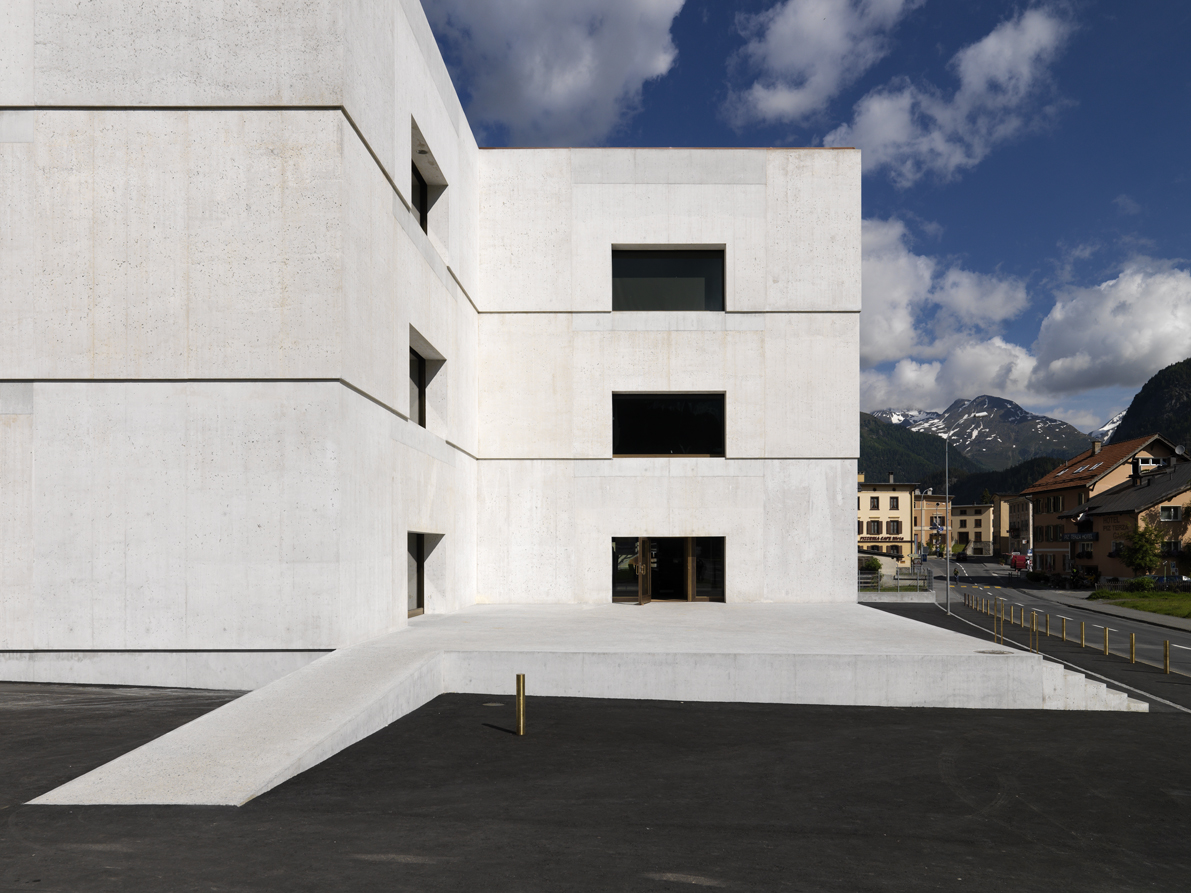
Bezoekerscentrum van het Zwitsers Nationaal Park, Zernez
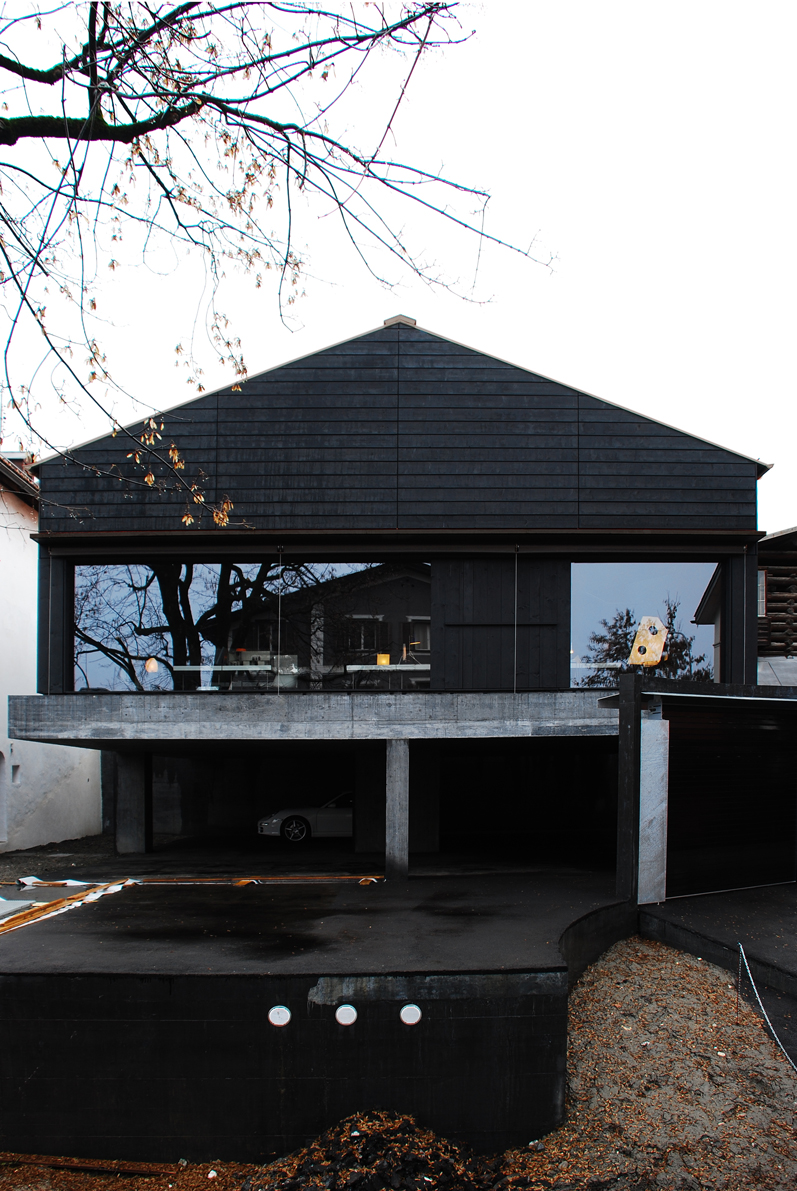
Kantoren van Valerio Olgiati, Flims
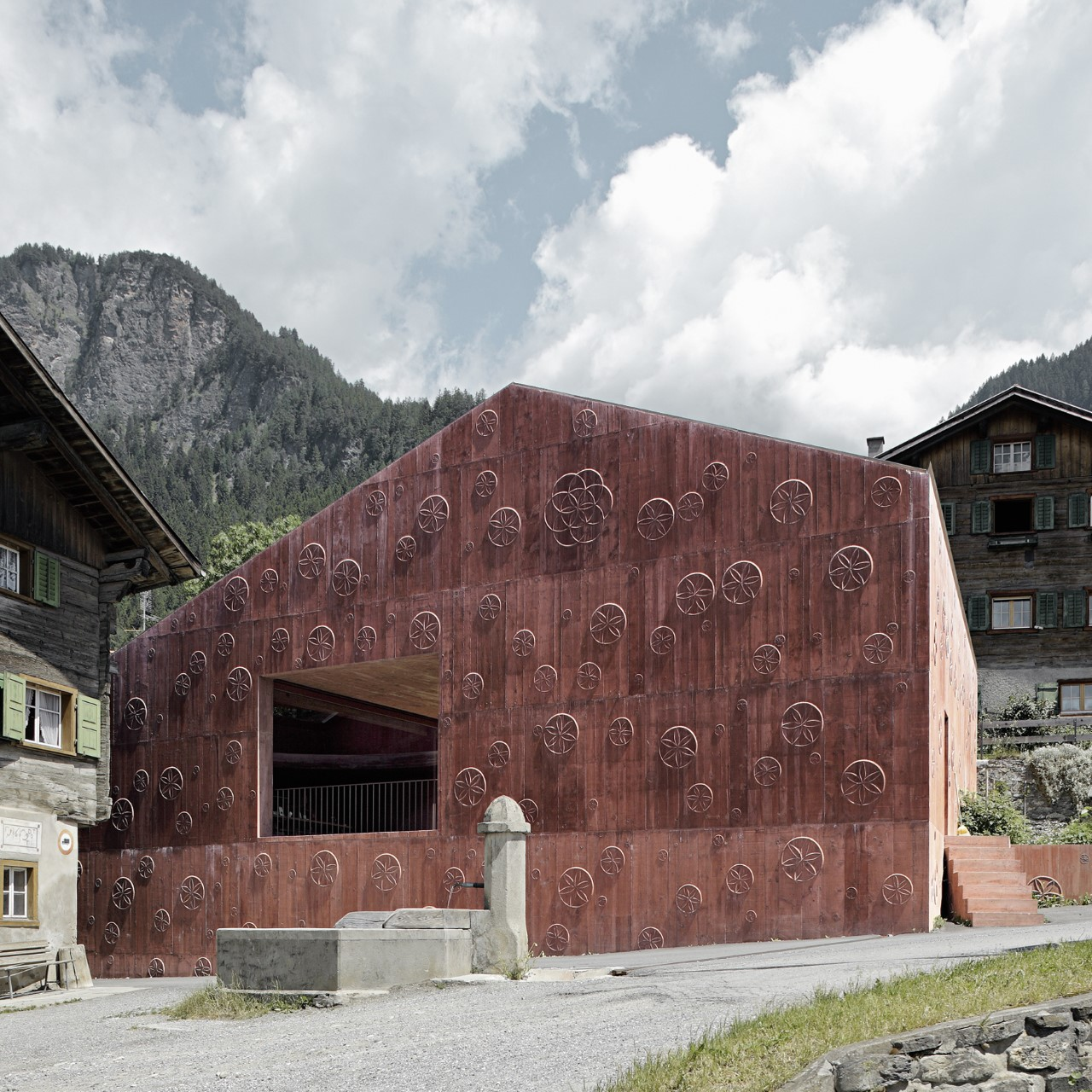
Atelier Bardill, Scharans
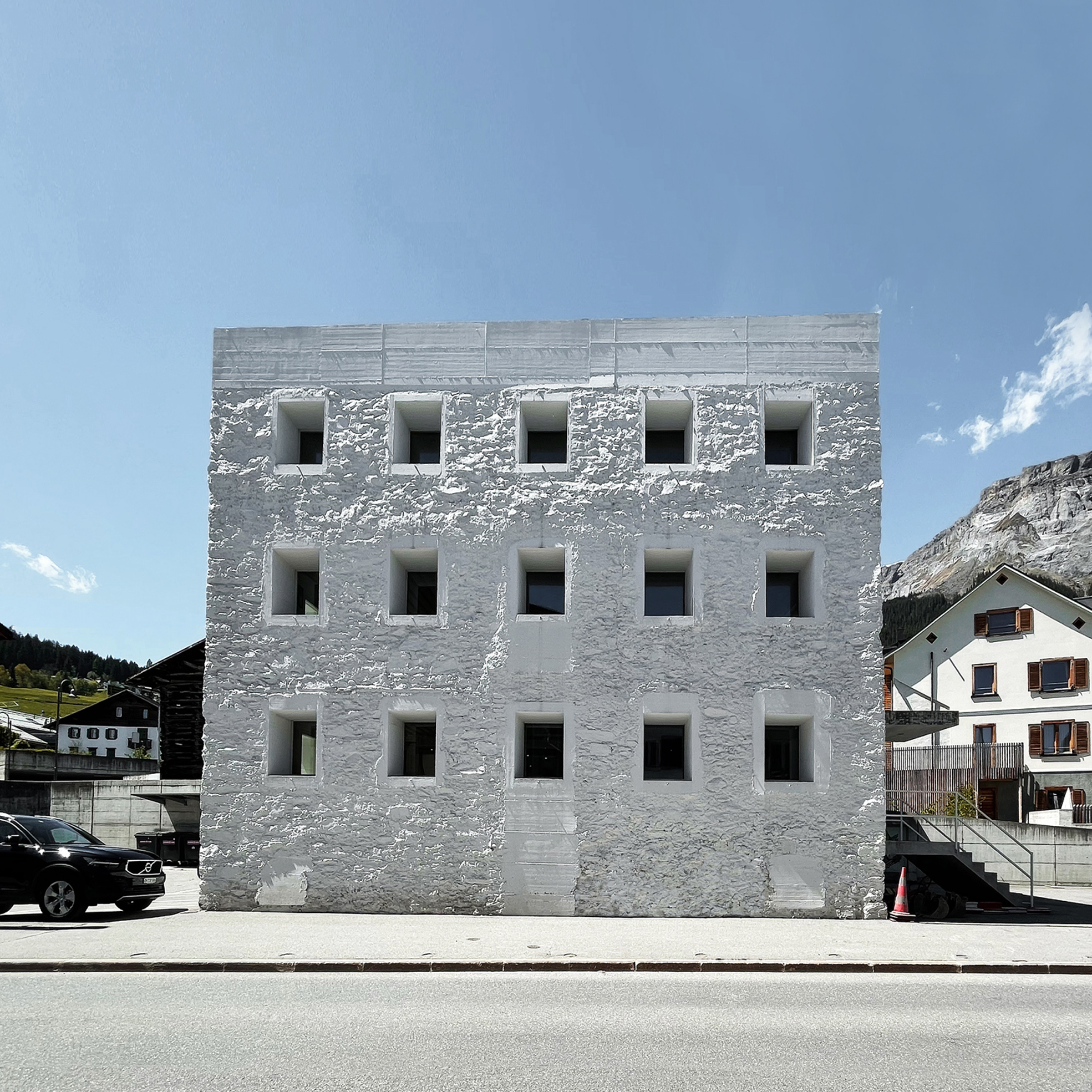
Yellow House, Flims
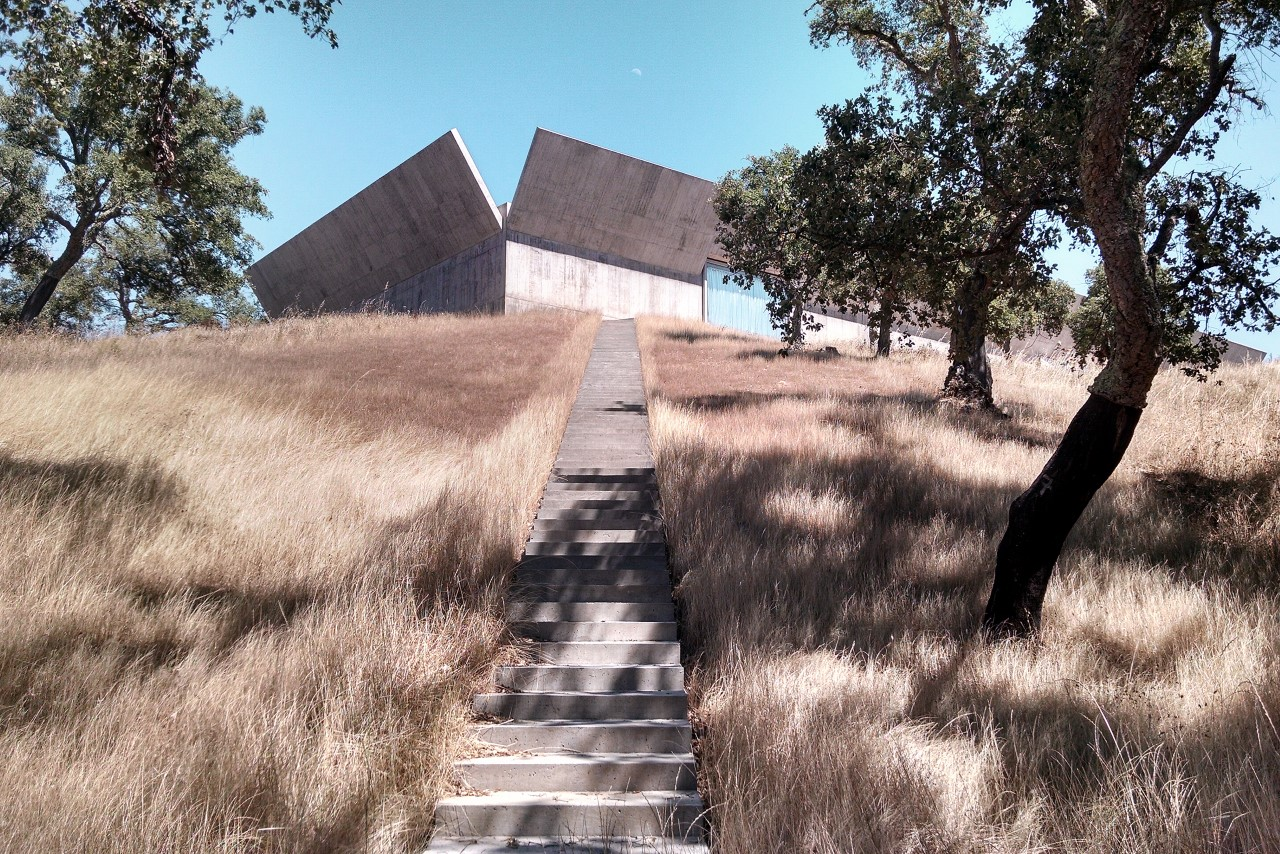
Villa Além, Alentejo
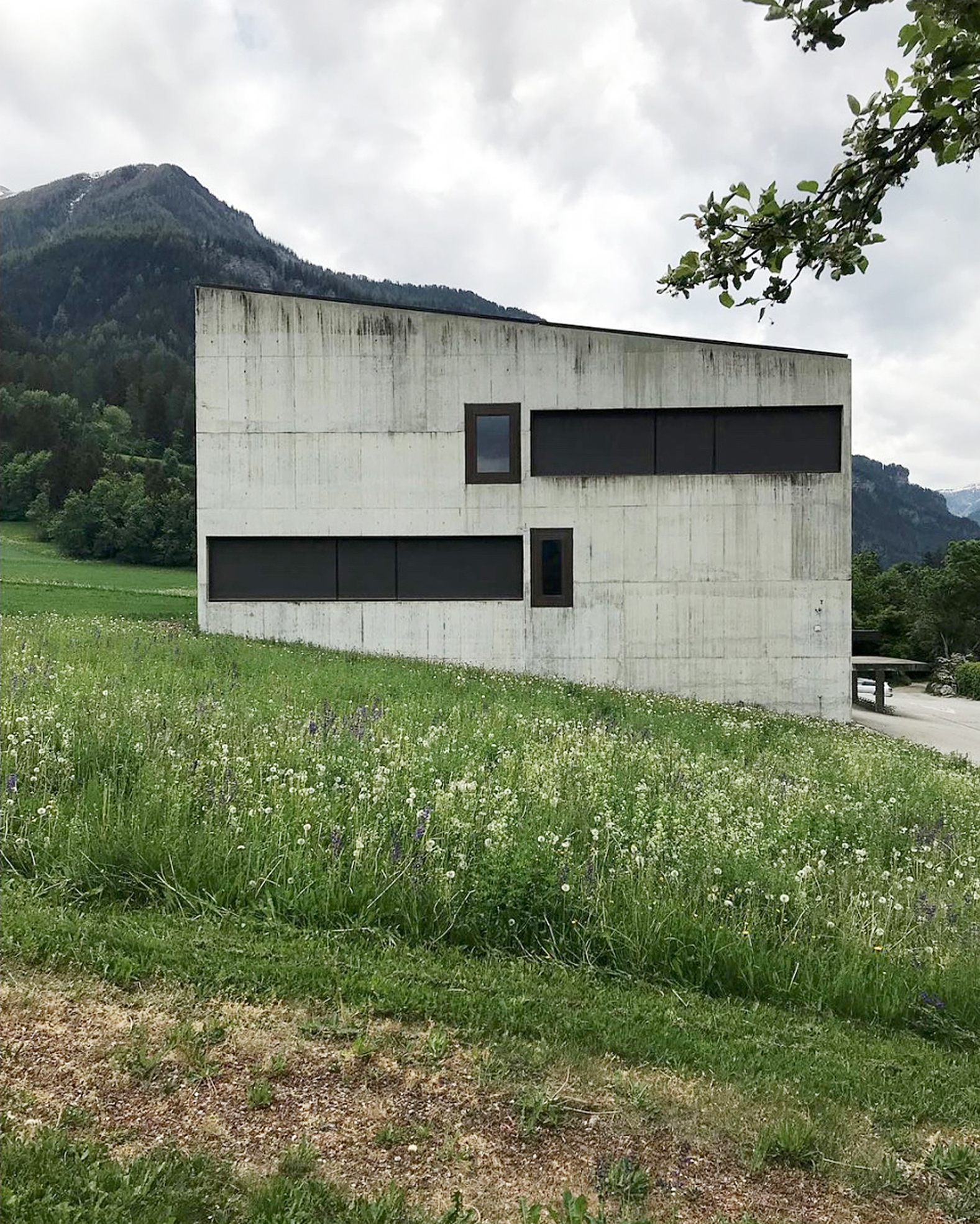
Schoolgebouw, Paspels

## Belangrijkste projecten
- 1991 Master Plan Cuncas, Sils i.E.
- 1991 Huis Kucher, Rottenburg a. N., Duitsland
- 1994 Master Plan van de reconstructie van de Souks in Beiroet, Libanon
- 1995 Korean American Museum of Art and Colture (KOMA), Los Angeles, Verenigde Staten
- 1998 Lake Cauma Project, Flims
- 1998 Schoolgebouw Paspels, Paspels
- 1999 Residentie Sari d'Orcino, Corsica, Frankrijk
- 1999 Museum 'The Yellow House', Flims
- 2002 Bezoekerscentrum Swiss National Park, Zernez
- 2003 Projection Room Gornergrat, Zermatt
- 2003 Universiteit van Luzern, Luzern
- 2004 National Palace Museum,  Taipei, Taiwan
- 2004 Learning Center EPFL, Lausanne
- 2005 Residentieel gebouw Ardia Palace,  Tirana, Albanië
- 2005 House K+N, Wollerau
- 2006 Kantoren van Valerio Olgiati, Flims
- 2007 Residentieel gebouw, Zug
- 2007 Atelier Bardill, Scharans
- 2007 Cantina Carnasciale, Mercatale Valdarno, Toscane, Italië
- 2008 PermMUseumXXI, Perm, Rusland
- 2008 Wijnboerderij Schlossgut Hohenbeilstein, Duitsland

## Prijzen en onderscheidingen
- 1993 Award of the German Architectural Prize voor 'House Kucher', Rottenburg a/N, Duitsland
- 1994 Eidgenössisches Kunststipendium, Switzerland
- 1995 Eidgenössischer Preis für freie Kunst (with Frank Escher), Zwitserland
- 1995 Award for the House Kucher, Rottenburg a/N, Architektenkammer Baden-Württemberg, Duitsland
- 1998 Award "Bester Bau 1998 in der Schweiz", Bronze Rabbit, Schweizer Fernsehen "10 vor 10", voor het schoolgebouw in Paspels, Zwitserland
- 1999 Award "Bester Bau 1999 in der Schweiz", Golden Rabbit, Schweizer Fernsehen "10 vor 10", voor 'Das Gelbe Haus' in Flims, Zwitserland
- 1999 International Architectural Prize "Neues Bauen in den Alpen", Sexten-Kultur, Award voor het schoolgebouw in Paspels, Zwitserland
- 2001 Award "Gute Bauten Kanton Graubünden" voor een Schoolgebouw in Paspels en 'Das Gelbe Haus' in Flims, Zwitserland
- 2001 Architectural Concrete Prize for the School in Paspels, Zwitserland
- 2006 International Architectural Prize "Neues Bauen in den Alpen", Sexten-Kultur, Award voor 'Das Gelbe Haus' in Flims, Zwitserland
- 2007 Award "Bester Bau 2007 in der Schweiz", Bronze Rabbit, Schweizer Fernsehen 10vor10, voor het Atelier Bardill in Scharans, Zwitserland
- 2008 Award "Bester Bau 2008 in der Schweiz", Golden Rabbit, Schweizer Fernsehen 10vor10, voor het bezoekerscentrum Swiss National Park in Zernez, Zwitserland
- 2009 Honorary member van het Royal Institute of British Architects, Londen
- 2009 Architectural Concrete Prize for the House K+N, het bezoekerscentrum in het Swiss National Park, en het Atelier Bardill, Zwitserland
- 2010 Prijs "Bester Bau 2010 in der Schweiz", Bronzen Konijn, Hochparterre, voor het de ingang van het parlement in Chur, Zwitserland

## Tentoonstellingen
- 1998 Galleria Aam, Milaan, Italië, "1 progetto", introductory lecture by  Kenneth Frampton
- 1999 Swiss Federal Institute of Technology Zürich, Zwitserland, "Das Gelbe Haus, Flims"
- 2002 Galerie Museum, Bolzano, Italië, "Valerio Olgiati - idee"
- 2008 Swiss Federal Institute of Technology Zürich, Zwitserland, "Valerio Olgiati"
- 2008 Università della Svizzera italiana, Zwitserland, "Valerio Olgiati"
- 2009 Royal Institute of British Architects, Londen, UK, "Valerio Olgiati"
- 2009 Das Gelbe Haus Flims, Zwitserland, "Dado, Built and Inhabited by Rudolf Olgiati and Valerio Olgiati"
- 2010 OPO’LAB, Porto, Portugal, "Valerio Olgiati"
- 2011-2012 MOMAT, Tokio, Japan, "VALERIO OLGIATI / ヴァレリオ・オルジャティ展"

## Publicaties
- A Lecture by Valerio Olgiati, Birkhäuser Verlag Bazel, Zwitserland 2011; English: ISBN 978-3-0346-0783-4; German: ISBN 978-3-0346-0782-7; Spanish: ISBN 978-3-0346-0787-2; French: ISBN 978-3-0346-0784-1; Italian: ISBN 978-3-0346-0785-8; Japanese: ISBN 978-3-0346-0786-5, 108 pages
- VALERIO OLGIATI AT THE MUSEUM / ヴァレリオ・オルジャティ展, Editor Hosaka Kenjiro, MOMAT, The National Museum of Modern Art, Tokio, Japan 2011-2012; Japanese and English: ISBN 978-4-9902409-3-6, 40 pages
- El Croquis #156, VALERIO OLGIATI 1996–2011, croquis edotorial Madrid, Spanje 2011; ISSN 0212-5633, ISBN 978-84-88386-65-6, 215 pages
- Valerio Olgiati, Parliament Entrance Chur, editor Grisons Building Department, Zwitserland 2011; German: ISBN 978-3-9523831-0-0; English: ISBN 978-3-9523831-3-1; Italian: ISBN 978-3-9523831-1-7; Romansh: ISBN 978-3-9523831-2-4, 24 pages
- Valerio Olgiati, Weber Auditorium Plantahof, editor Grisons Building Department, Zwitserland 2011; German: ISBN 978-3-9523831-4-8; English: ISBN 978-3-9523831-5-5, 24 pages
- Darco Magazine, monograph Valerio Olgiati, Darco Editions, Matosinhos, Portugal, 2010; ISSN 1646-950X, 236 pages
- Dado, Built and Inhabited by Rudolf Olgiati and Valerio Olgiati, Birkhäuser Verlag, Bazel, 2010; English: ISBN 978-3-0346-0430-7, German: ISBN 978-3-0346-0375-1, 100 pages
- VALERIO OLGIATI, edited by Laurent Stalder, Texts by Mario Carpo, Bruno Reichlin and Laurent Stalder, Verlag der Buchhandlung Walther König, Köln 2008 (1st Edition) / Quart Verlag, Luzern 2010 (2nd edition);  German: ISBN 978-3-03761-031-2, English: ISBN 978-3-03761-030-5, 192 pages
- The Significance of the Idea in the Architecture of Valerio Olgiati, Text in German and English by Markus Breitschmid, Verlag Niggli AG, Zwitserland 2008, ISBN 978-3-7212-0676-0, 80 pages
- Valerio Olgiati, Scharans - House for a Musician, Edition Dino Simonett, Zürich 2007, ISBN 9783905562545, 64 pages
- Valerio Olgiati, Conversation with Students, Edited by Markus Breitschmid, Virginia Tech Architecture Publications, USA, 2007, ISBN 978-0-9794296-3-7, 63 pages
- 2G, Valerio Olgiati, Gustavo Gili Barcelona, n.37, 2006, ISBN 978-84-252-2088-3, 143 pages met bijdragen van Pascal Flammer, Patrick Gartmann, Jacques Lucan en Raphael Zuber
- Valerio Olgiati, PLAN 1:100, Edition Dino Simonett, 2004, ISBN 3-905562-13-8, 64 pages
- Valerio Olgiati, Das Gelbe Haus, Kunsthaus Bregenz, archiv kunst architektur, Werkdokumente 19, 2000, Verlag Gerd Hatje, ISBN 3-7757-1004-3, 82 pages
- 14 Studentenprojekte bei Valerio Olgiati 1998 - 2000, Quart Verlag, 2000, ISBN 3-907631-04-8, 66 pages
- VALERIO OLGIATI, Das Gelbe Haus, Publikation zur Ausstellung an der ETH Zürich 28. Mai - 15. Juli 1999, gta Verlag, ETH Zürich, ISBN 3-85676-091-1, 18 pages, Ontwerp: Raphael Zuber
- Valerio Olgiati, PASPELS, Edition Dino Simonett, 1998, ISBN 3-9521375-5-3, 65 pages